# Rezolucja Rady Bezpieczeństwa ONZ nr 16
Rezolucja Rady Bezpieczeństwa ONZ nr 16 została przyjęta 10 stycznia 1947 r.
Rada zaakceptowała w niej utworzenie Wolnego Terytorium Triestu w oparciu o 3 przedłożone przed Radą dokumenty.